# Mattheus van Beveren

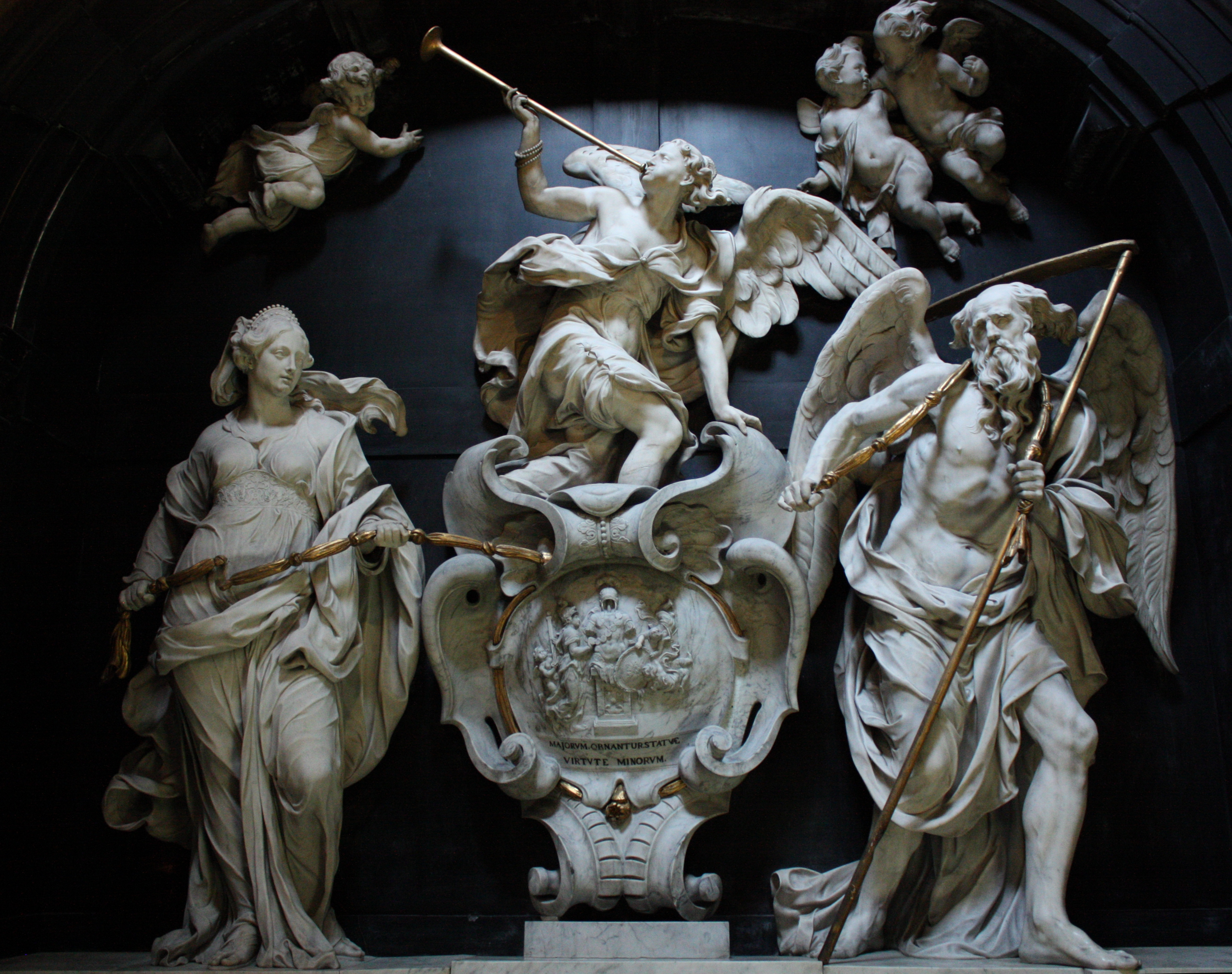
Grafmonument van Lamoraal II van Thurn en Tassis in de Zavelkerk.

Mattheus van Beveren (ca. 1630, Antwerpen – na 21 januari 1696, Brussel) was een Vlaams beeldhouwer en medailleur die vooral bekend is van zijn religieuze baroksculptuur en kleiner werk in ivoor en hout.

## Levensloop

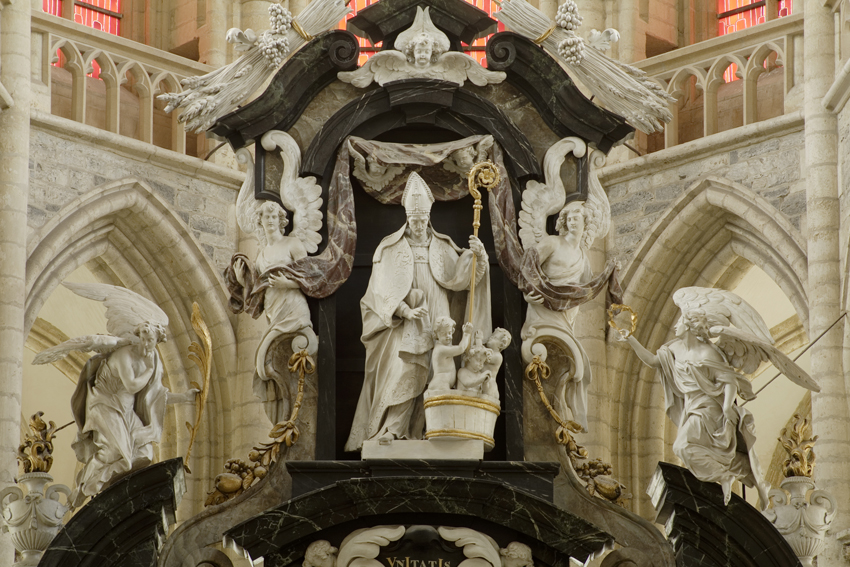
Hoofdaltaar Sint Niklaaskerk in Gent

Details over zijn leven zijn schaars. Hij kreeg waarschijnlijk zijn opleiding bij de Antwerpse beeldhouwer Pieter Verbrugghen I. Hij werd toegelaten tot de Antwerpse Sint-Lucasgilde in 1649/50. Hij was superintendant van de Antwerpse munt in de jaren 1670 en 1680.

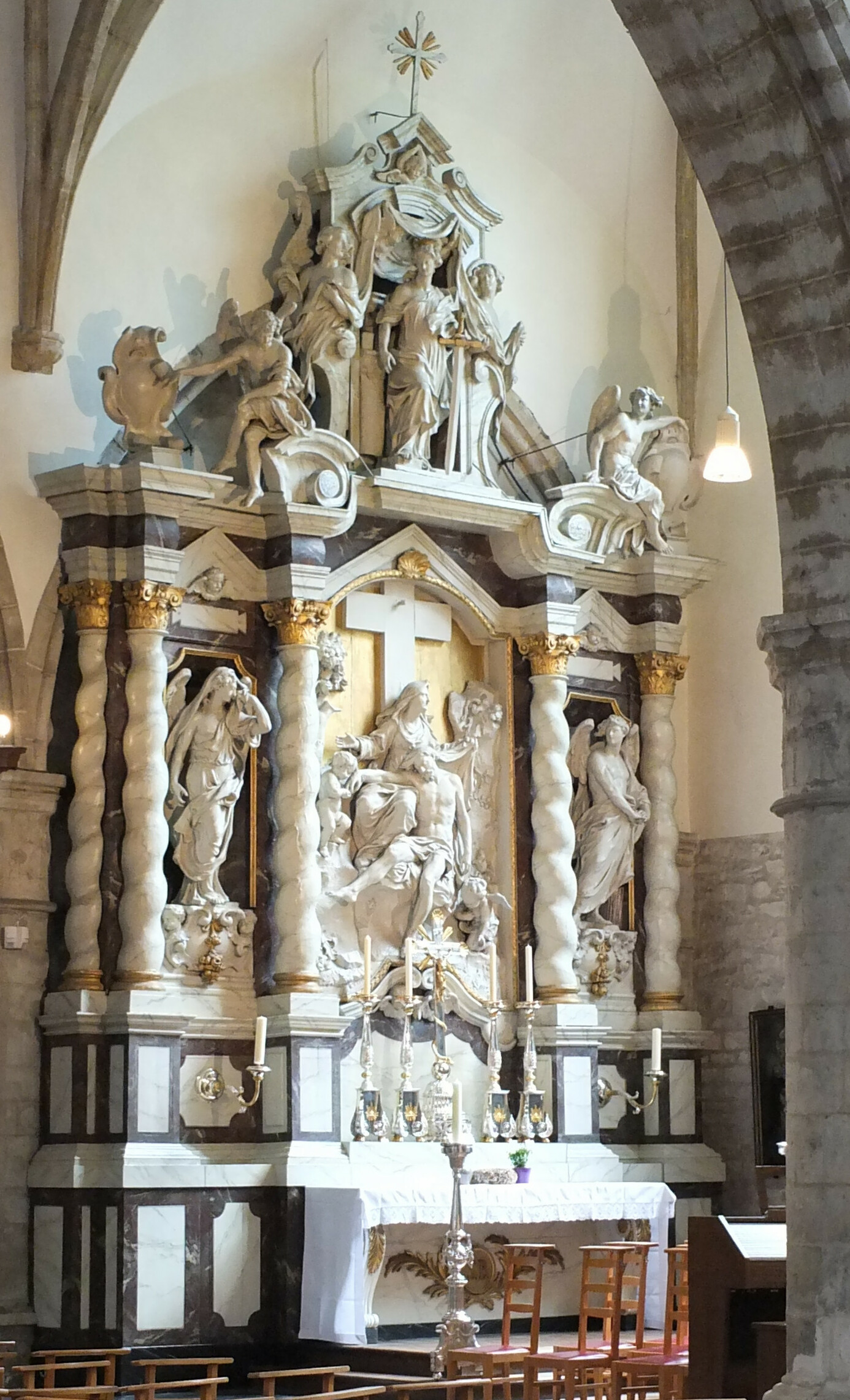
Altaar Onze-Lieve-Vrouwekerk, Dendermonde

Met zijn echtgenote Suzanna Dooms had hij een zoon Judocus en een dochter Catherina, die later trouwde met de schilder van stillevens Nicolaes van Verendael.
Mattheus van Beveren stond aan het hoofd van een groot beeldhouwatelier. Hij genoot sterke erkenning om de kwaliteit van zijn artistieke werk en van zijn opleiding.   In 1656 kreeg hij de opdracht om het huis 'De Cijferboeck' in de Kerkhofstraat in Antwerpen te verbouwen. Dit huis was het woonhuis van Frans de Bie de Oude, de vader van de schilder Erasmus de Bie. Hij kreeg veel erkenning voor zijn artistieke werk en bijdragen als docent. Hij leidde verschillende leerlingen op waaronder Jan Baptist Santvoort, Anthoni de Winter, Jan Baptist Doms, Peeter Libot, Petrus Bouttats en Jan Cox.

## Werk

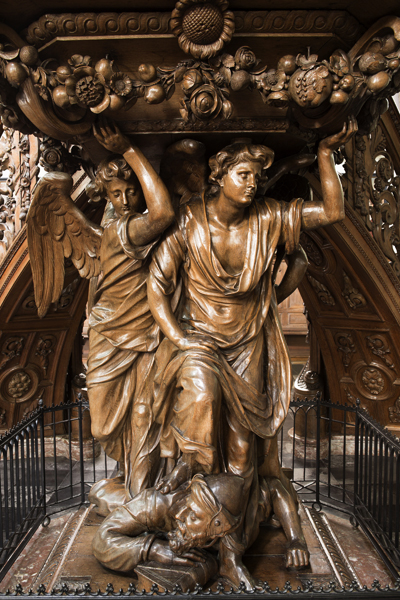
Preekstoel Onze-Lieve-Vrouwekerk, Dendermonde

Van Beveren was een veelzijdig kunstenaar: zijn thema's waren divers, net als zijn materialen (marmer, steen, hout, ivoor en terracota). Daarnaast was hij medailleur en ontwerper voor de Antwerpse Munt. Zijn stijl combineert de classicistische neigingen van de Brusselaars Hiëronymus Duquesnoy I en zijn zoon Frans met het barokke realisme van zijn Antwerpse stadsgenoten Pieter Verbrugghen II en Artus Quellinus de Jonge, die meer door Rubens beïnvloed waren.
Hij voerde het hoofdaltaar uit in de Sint-Niklaaskerk in Gent. Hij werkte samen met enkele vooraanstaande Vlaamse beeldhouwers bij de uitvoering van grote religieuze sculpturen.  Hij assisteerde Lucas Faydherbe bij het beschilderde houten en stenen hoogaltaar in de Sint-Romboutskathedraal in Mechelen. Hij maakte een Troonhemel voor de Antwerpse Kathedraal (1659-1660) naar een ontwerp van Artus Quellinus de Jonge.

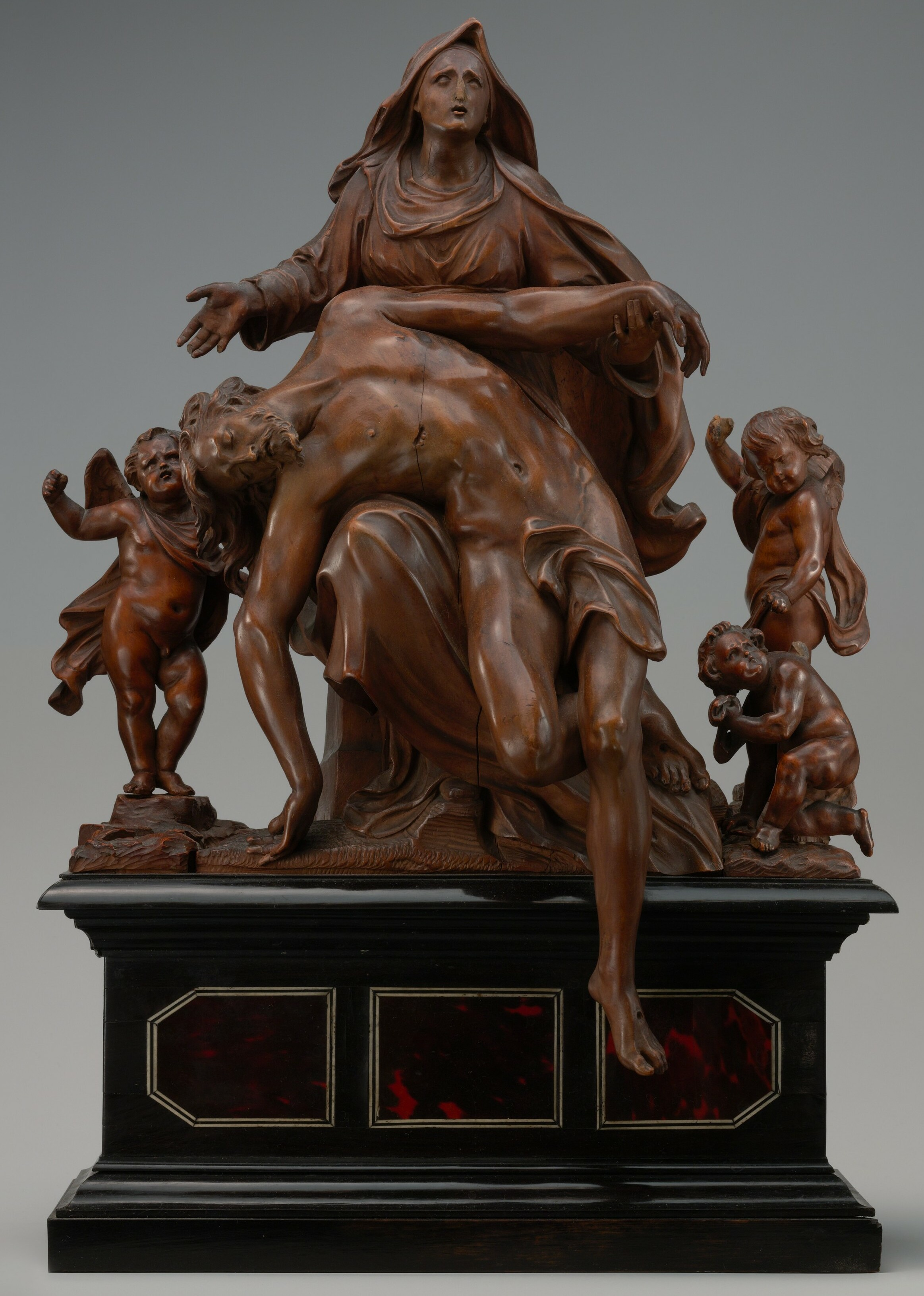
Pietà with Sorrowing Angels

Zijn ontwerpen werden door zijn grote werkplaats en andere hedendaagse kunstenaars gebruikt bij de creatie van talrijke beeldhouwwerken. De Brusselse beeldhouwer Jan Cosyns beeldhouwde bijvoorbeeld de marmeren beelden voor de grafkapel van hertog Lamoral van Thurn en Taxis naar een ontwerp van van Beveren.   Het ontwerp was gebaseerd op de titelpagina van een genealogische boek dat de hertog Lamoral van Thurn en Taxis had laten maken en beeldt op een allegorische wijze de volgende begrippen uit: Virtus (deugd) en Chronos (tijd) flankeren Fama (roem).

## Realisaties (selectie)
- 1665: pilaarmonument van Gaspard Boest in de Sint-Jacobskerk te Antwerpen
- 1677-1678: hoofdaltaar van de Sint-Niklaaskerk in Gent
- 1678: marmeren grafmonument voor Lamoraal II Claudius Frans, graaf van Thurn en Tassis in de Zavelkerk te Brussel
- 1680 ca.: Madonna en Kind met Maria en Johannes de Doper, ivoor, Amsterdam, Rijksmuseum
- 1681-1684: houten preekstoel van de Onze-Lieve-Vrouwekerk in Dendermonde
- Eiken toegangsdeuren van het augustijnerklooster in Tienen[9]
- Cupido op een leeuw, Metropolitan Museum of Art[10]